# Mario Kart Arcade GP
Mario Kart Arcade GP (Japans: マリオカート アーケードグランプリ; Mario Kāto Ākēdo Guran Puri) is een arcadespel uit de serie van Mario Kart, ontwikkeld door Namco en Nintendo en uitgegeven door Nintendo. De spelstand, zoals highscores, kunnen worden opgeslagen op een magneetstrip.
Tot elf spelers kunnen het in dit spel het tegen elkaar opnemen op 24 racebanen.